# Чернец (бассейн Оболи)
Черне́ц (Ко́пань; бел. Чарне́ц) — река в Городокском районе Витебской области Белоруссии и Невельском районе Псковской области России. Относится к бассейну реки Свина́.
Река начинается в 3 км к северо-западу от деревни Ключегорская Городокского района. Течёт по заболоченной лесистой местности. Впадает в озеро Большое Свино — южную часть озера Свино Высота устья — 145,4 м над уровнем моря. Возле устья реки располагается деревня Чухилино. По значительной части русла проходит российско-белорусская граница.
Длина русла составляет 22 км. Площадь водосбора — 132 км². Средний наклон водной поверхности — 1,1 м/км.
Река протекает через озеро Исно.